# Franz Marijnen

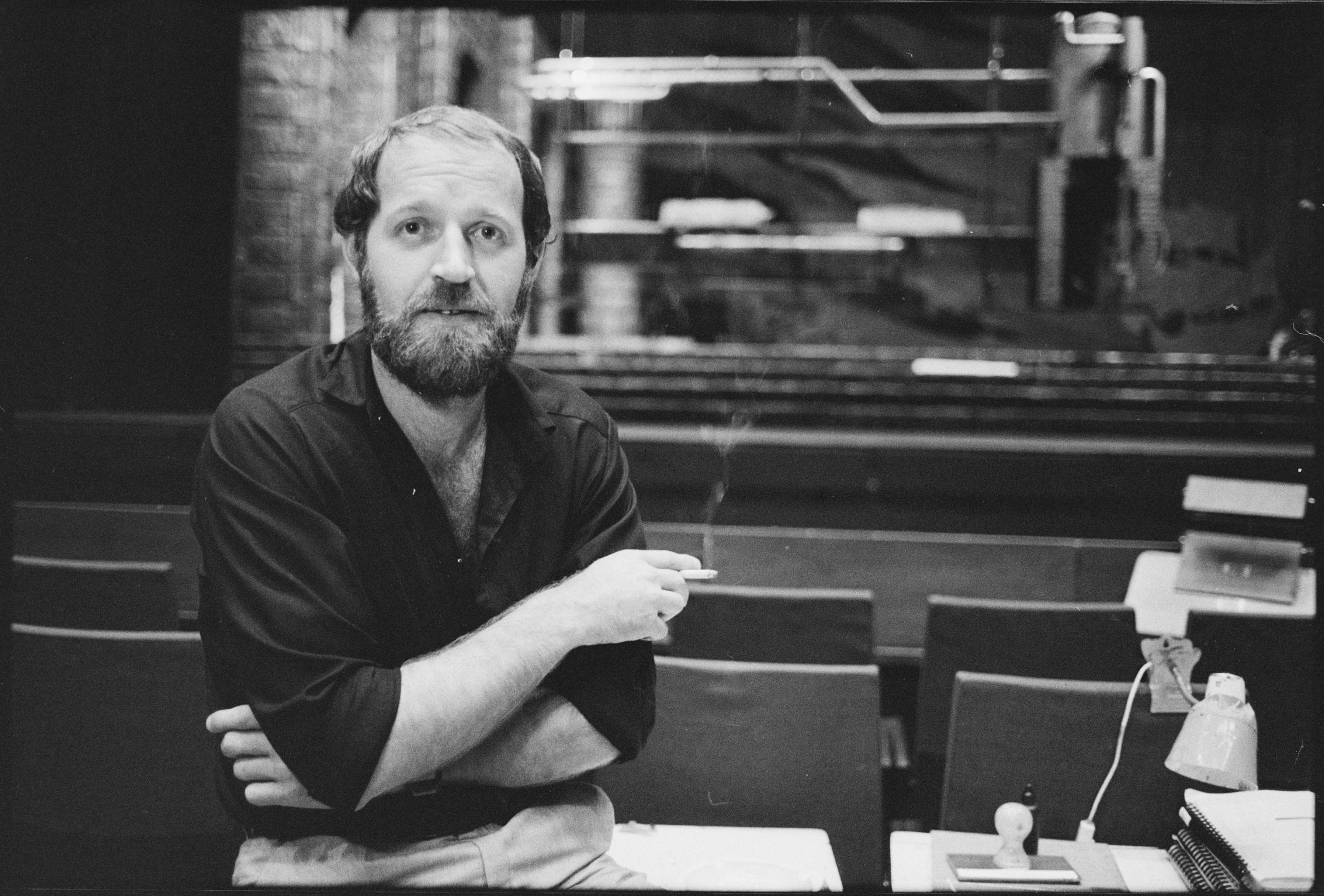
Franz Marijnen (1979)

Franz Joseph Theresia Maria Marijnen (* 4. April 1943 in Mechelen; † 3. August 2022 in Bonheiden) war ein belgischer Regisseur und Theaterleiter.

## Leben
Der Sohn eines Juristen studierte 1963 bis 1967  Regie am  Rijksinstituut voor Toneel en Cultuurspreiding (RITCS) in Brüssel. Er debütierte bereits 1966 am Mechels Miniatuur Teater mit Die Zoogeschichte. Nach Abschluss seines Studiums bildete er sich 1968/69 in Breslau bei Jerzy Grotowski an dessen Teatr Laboratorium fort. Davon inspiriert, gründete er in Schaerbeek/Schaarbeek sein avantgardistisches Théâtre Laboratoire Vicinal.
1970 ging Marijnen für mehrere Jahre in die USA. Eineinhalb Jahre war er am  La MaMa Experimental Theatre Club in New York tätig und gründete 1973 in Jamestown (New York) sein eigenes Ensemble Camera Obscura, mit dem er auch in Europa spielte. 1976 kehrte er nach Europa zurück und gründete das Ro Theater in Rotterdam, das er 1983 verließ, um als freier Regisseur zu arbeiten. Als Gastregisseur wirkte er unter anderem am Deutschen Schauspielhaus in Hamburg und am Schillertheater in Berlin.
1993 wurde er Intendant der Koninklijke Vlaamse Schouwburg in Brüssel. 2000 legte er seinen Posten nieder und arbeitete danach wieder als freier Regisseur.

## Filmografie (Auswahl)

### Fernsehen
- 1969: Addio Venezia (Fernsehfilm)
- 1974: Yerma (Fernsehfilm)